# Aplysia fasciata
Aplysia fasciata is een slakkensoort uit de familie van de Aplysiidae. De wetenschappelijke naam van de soort werd in 1789 voor het eerst geldig gepubliceerd door Jean Louis Marie Poiret.

## Beschrijving
Aplysia fasciata kan tot 40 cm lang worden. De kleur is vaak zwart of heel donkerbruin, soms met een dunne rode rand aan de parapodia, voet en tentakels. Velen hebben ook gevlekte vlekken die zich over hun lichaam uitstrekken en de naam "gevlekte zeehaas" verdienen. Aplysia fasciata hebben, zoals de meeste zeeslakken, twee orale tentakels en nog twee kleinere rinoforen voor in hun nek. De ogen bevinden zich aan de voorkant van de rinforen. Kleine, ronde "staarten" zijn aan hun achterkant bevestigd. Een mantel bedekt zijn kieuwen en inwendige organen. In de mantel ligt een dunne, delicate binnenschaal. De schaal is hol, met amberkleur en een licht gebogen top. In de mantel bevindt zich de inktklier.

## Verspreiding
Aplysia fasciata komt voor in de westelijke Atlantische Oceaan van New Jersey tot Brazilië, en in de oostelijke Atlantische Oceaan, inclusief de Middellandse Zee en de West-Afrikaanse kust. Ze zijn ook waargenomen langs de Atlantische kust van Frankrijk. Het is een zeldzame bezoeker van de zeeën voor de zuidelijke Britse Eilanden (de verwante gestippelde zeehaas (A. punctata) komt regelmatig voor langs de meeste Britse kusten, evenals de noordoostelijke Atlantische Oceaan).
Sommigen beschouwen de soort Aplysia brasiliana, gevonden aan de Atlantische kust van Amerika, als een synoniem van Aplysia fasciata met alleen een ander regionaal kleurenpatroon.

## Gedrag
Aplysia fasciata eet algen en zeewier die vastzitten aan rotsen en andere oppervlakken. Ze worden vaak gezien in groepen, in getijdenpoelen en op rotsen. Deze zeeslakken scheiden ook een soort inkt af. De inkt krijgt een paarse tint, als gevolg van het eten van rode algen. Er wordt aangenomen dat het niet-toxisch is, hoewel de inkt wordt uitgescheiden als gevolg van een soort fysieke "aanval" op A. fasciata. Eisnoeren verschijnen als een lange, bleke roommassa. Ze zien er enigszins noedelachtig uit.
Aplysia fasciata staan bekend om hun "gracieus" zwemmen. Ze flapperen vaak met hun paradopia, vaak beschreven als "fladderende vleugels".